# Glosar de sport
Prezentul glosar conține termeni din domeniul educației fizice, sportului, activităților sportive și de divertisment.

## A
- abandon - renunțarea unui concurent la continuarea probei într-o întrecere sportivă.
- ace - (pronunție: as) lovitură la tenis prin care se obține punct direct din serviciu.
- achiu - (la jocul de biliard) poziția în care ajunge bila albă după prima mișcare, și care stabilește persoana care începe partida.
- acrobație - exercițiu dificil de echilibristică, de gimnastică etc.
- acroșare -  oprire, interceptare a mingiei în aer (la fotbal) sau pucul (la hochei).
- acvaplan:

- planșă de lemn, remorcată pe apă de o ambarcațiune cu motor și folosită în sportul nautic;
- sport praticat pe o astfel de planșă.
- adagio - combinație alcătuită din diferite procedee tehnice executate legat, într-un tempo lent.
- adversar - persoana sau echipa împotriva căreia un jucător sau o echipă concurează într-un joc sau competiție.
- aerobic, gimnastică ~ă - gimnastică de întreținere executată pe fond muzical cu ritm susținut.
- aeromodelism - sport tehnico-aplicativ, aviatic, care constă în proiectarea, construcția și lansarea aeromodelelor.
- aeronautică sportivă - ramură a sportului care are ca scop valorificarea construcțiilor, tehnicii și abilităților din aeronautică, în competiții cu caracter sportiv.
- agonistică - disciplină gimnastică la vechii greci care se ocupa cu luptele atletice.
- aikidō:

-  artă marțială origine japoneză, bazat pe tehnica jujutsu, care constă în figuri de scrimă executate cu un baston lung;
- apărare personală, care urmărește neutralizarea atacului cuiva sau pararea loviturilor unuia sau mai multor adversari.
- airsoft - activitate de recreere, un sport, care folosește replici are armelor de foc reale, care trag cu bile de plastic, numite BB-uri.
- alb - nume dat pieselor deschise la culoare, la unele jocuri de noroc sau de strategie.
- alergare - probă atletică constând în parcurgerea unei distanțe într-un timp măsurat, caracterizată prin așa-numita „fază de zbor”, în care ambele picioare nu ating solul (sinonim: cursă atletică).

- alergare de fond - alergare pe distanță lungă.
- alergare peste garduri - probă specifică în care atleții sunt obligați să treacă peste niște obstacole plasate pe pista de concurs.

- alpinism - ramură sportivă, în care, cu ajutorul unei tehnici speciale și al unui echipament adecvat, se efectuează ascensiuni pe trasee montane cu un anumit grad de dificultate.
- altipistă - vezi altiport.
- altiport - suprafață de aterizare special amenajată la înălțimi montane mari, în vederea practicării sporturilor de iarnă; altipistă.
- alură - mod în care se desfășoară o acțiune individuală sau colectivă în întrecerile sportive.
- amical - (mai ales despre meciuri) care se desfășoară în afara competițiilor oficiale.
- anduranță -  abilitatea unui sportiv de a susține un efort fizic intens sau de a rămâne într-o competiție pentru o perioadă prelungită de timp.

- anduranță musculară - capacitatea mușchilor de a rezista la oboseală și de a menține forța și funcționalitatea în timpul unui efort îndelungat.

- angajament - (la hochei sau la baschet) punere a pucului sau a mingii în joc.
- anticipare - (referitor la atacuri, acțiuni etc.) ghicire a următoarelor decizii ale unui adversar.
- antidoping, control ~ (sau test ~) - verificare efectuată de autoritățile sportive pentru a identifica și pedepsi folosirea substanțelor care îmbunătățesc artificial performanțele sportivilor sau ale animalelor utilizate în competiții sportive.
- antrenare - pregătire prin exerciții metodice (fizice, tactice, psihologice și teoretice) pentru a obține rezultate optime (într-o competiție).
- antrenor - persoană calificată care se ocupă cu antrenarea unui sportiv, a unei echipe, a unui animal, în scopul obținerii unor performanțe competiționale.
- antrenor-jucător - persoană care are dubla funcție de antrenor și de jucător.
- anvelopă -  înveliș exterior al unei mingi de fotbal, de baschet etc. confecționat din piele foarte groasă și rezistentă, din material plastic etc. (în care se află camera cu aer).
- aparat (de gimnastică) - construcție specială (capră, inele, cadru etc.) la care se execută diverse exerciții de gimnastică.
- apărare - grup de jucători dintr-o echipă care au rolul de a apăra, de a proteja propria poartă.
- apărător - jucător (dintr-o echipă) care apără zona propriei porți; fundaș, stoper.
- apreschi - gheată călduroasă de iarnă care se încalță după schiat.
- aqua park - parc de distracție ale cărui principale atracții sunt jocurile acvatice.
- arbitraj:

- hotărâre dată de arbitri;
- supraveghere și conducere a unei competiții sportive de către un arbitru.
- arbitru - persoană care conduce desfășurarea reglementară a unei competiții sportive.

- arbitru din oficiu - arbitru desemnat să supravegheze o competiție sau un meci și să ia decizii conform regulamentului, fără a fi solicitat de către părțile implicate; acesta are autoritatea de a interveni automat în diverse situații de joc, aplicând reguli și sancțiuni conform regulilor stabilite.

- aripă - (în unele jocuri sportive) fiecare dintre jucătorii plasați în marginea terenului de joc.
- aruncare - probă atletică de lansare a discului, a suliței, a greutății etc.
- aruncat, stil ~ - stil care constă în ridicarea halterei până la piept, apoi în înălțarea ei bruscă prin întinderea (rapidă a) brațelor în sus.
- aruncător - atlet specializat în aruncarea discului, a suliței, a greutății etc.
- as:

- fiecare dintre cele patru cărți de joc marcată cu un singur punct sau semn, care este considerată, de obicei, ca având cea mai mare valoare între cărțile de aceeași culoare; birlic.
- (în tenisul de câmp) lovitură prin care se obține un punct direct din serviciu; punctul marcat prin această lovitură.
- asalt - luptă, exercițiu, întrecere de floretă; figură de luptă în sportul cu floreta.
- atac:

-  mișcare de începere a unei partide sau reprize; inițiativă în joc;
- linia de înaintași a unei echipe de fotbal, de handbal.
- (la șah) plan strategic care se pune în aplicare printr-o serie de mișcări agresive, care urmăresc să amenințe, direct sau indirect, mai ales regele sau regina adversarului.
- atacant - jucător care face parte din linia de înaintași a unei echipe sportive.
- atacator - (la șah) jucătorul cu piesele albe.
- aterizare:

- luarea contactului cu pământul după săritură;
- atingere a solului ca fază finală a unui exercițiu în gimnastică, atletism etc.
- atitudine deficientă - abatere ușoară de la forma normală a unor segmente sau a întregului corp (sinonim postură vicioasă).
- atlet:

- persoană care practică atletismul;
- persoană cu o constituție fizică robustă (și armonioasă);
- (în Antichitate) luptător profesionist la serbările și jocurile publice.
- atletism - ramură sportivă care cuprinde probe de alergări și de marș (pe diferite distanțe), de sărituri (în lungime, în înălțime, cu prăjina etc), de aruncări (cu discul, cu sulița, cu ciocanul) sau probe combinate (pentatlon, decatlon).
- atú - s.n. 1 (la jocul de cărți) carte de joc (sau culoare) căreia i se atribuie valoarea cea mai mare.
- aur (medalie de ~) - medalie acordată celui clasificat pe locul întâi la o competiție (sportivă).
- austriac, joc ~ - joc (sau pariu) la cursele de cai, constând în indicarea cailor câștigători în șapte curse succesive.
- austriac, premiu ~ - premiu acordat câștigătorului jocului sau pariului austriac.
- aut -  situație în care mingea iese în afara terenului de joc.
- aut de poartă:

- ieșirea mingii în afara terenului de joc, din spațiul porții;
- penalizare aplicată de arbitru jucătorului sau echipei care a scos mingea din teren.
- autocart(ing) -  sport care este practicat cu cartul.
- autogol -  gol involuntar în propria poartă.
- automobilism - sport în care concurenții conduc automobile în competiții pentru a stabili performanțe.
- automodelism - ramură sportivă tehnico-aplicativă care se ocupă cu construirea de automodele.
- avantaj:

- diferență în plus pe care o are un sportiv sau o echipă sportivă față de adversari (vezi și legea avantajului);
- (la tenis) punct marcat de unul dintre jucători când aceștia se află la egalitate, avînd câte 40 de puncte fiecare.
- averaj - raportul dintre punctele marcate la adversar si cele primite de la aceasta de către o echipă, într-un campionat sau competiție sportivă.
- avertisment (sau avertizare) - sancțiune aplicată de arbitru unui sportiv pentru joc neregulamentar (și care, la repetarea abaterii, poate fi urmată de o sancțiune mai aspră).
- aviație sportivă - ramură sportivă în care se practică aeromodelismul, planorismul, parașutismul, zborul cu motor și construirea de micromodele.
- azzurri - membrii Echipei naționale de fotbal a Italiei.

## B
- bac:

- instalație fixă, cu anexe asemănătoare unei ambarcații, amenajată în aer liber, pe apă sau într-o încăpere, folosită la inițierea și la antrenarea canotorilor, sau celor de la caiac-canoe;
-  piesă în care se fixează vârful bocancului legat de schiuri; falcă.
- bacara - joc de cărți în care nouarii au valoare, iar decarii, numiți bacara, sunt egali cu zero; altă denumire: macá; vezi și chemin de fer.
- badminton - joc sportiv asemănător cu tenisul originar din Extremul Orient, practicat cu o minge mică prevăzută cu pene sau cu un fel de aripioare speciale, în care mingea aruncată cu racheta se joacă fără să atingă solul, iar numărătoarea punctelor se face ca la volei.
- balcaniadă - (perioadă dintre două) jocuri balcanice.
- balestră - (la scrimă) salt, fandare.
- balizaj - (în sporturile nautice) marcare a culoarelor sau a distanței de parcurs.
- balon - minge de diferite forme folosită la anumite jocuri sportive, alcătuită dintr-un înveliș din piele, cauciuc sau material plastic (și o cameră elastică umplută cu aer).
- bancă - (la unele jocuri de cărți) sumă pe care bancherul o ține în fața lui pentru a plăti câștigurile celorlalți jucători.
- bancher -(la unele jocuri de cărți) persoană care conduce jocul și dispune de o sumă suficientă de bani pentru a acoperi mizele celorlalți jucători.
- banco - (la unele jocuri de cărți) totalitatea mizelor depuse de jucători.
- bandaj:

- fașă de pânză cu care boxerii își înfășoară pumnii pe sub mănuși;
- fâșie de cauciuc care învelește mânerul diferitelor aparate sportive, pentru evitarea alunecării din mână.
- bandă:

- fiecare dintre marginile elastice ale mesei de biliard, de care se lovesc bilele pentru a avea direcția voită de jucător;
- margine a terenului de popice.
- banderilier - toreador care înfige banderilele în ceafa sau în spatele taurului.
- banderilă - suliță mică, împodobită cu fișii de pânză multicolore, pe care toreadorii o înfig în ceafa sau în spatele taurului, pentru a-l irita.
- bandy - hochei pe gheață care se practică cu mingea în loc de puc, pe un teren de fotbal (în țările scandinave).
- bar - linia de fund la jocul de oină.
- baraj - întrecere suplimentara pentru promovarea mai multor echipe sau concurenți aflați la egalitate într-o categorie superioară sau pentru stabilirea ordinii lor într-un clasament.
- bară - stâlp de poartă la unele jocuri sportive.
- bară fixă - aparat de gimnastică format dintr-o vergea groasă de metal montată între doi stâlpi.
- barem:

- minimum de rezultate care trebuie obținute pentru a trece dintr-o etapă de concurs sportiv la etapa imediat următoare;
- normă stabilită de un for superior, pe care trebuie să o realizeze un sportiv sau o echipă pentru a se putea califica într-o competiție oficială.
- barieră - stare care marchează limitele posibilităților biologice sau psihologice ale unui sportiv în efortul fizic.
- baschet (sau baschetbal, basket-ball) - joc disputat între două echipe de câte cinci jucători, care marchează punctele făcând să treacă mingea printr-un coș de sfoară împletită, fixat de un panou înalt pe terenul echipei adverse.
- baseball - joc sportiv național nord-american, asemănător cu oina.
- baston - băț de diferite dimensiuni, folosit de gimnaști sau în gimnastica medicală, cu scop corectiv.
- batsman - (la crichet) jucător din ofensiva echipei.
- battement - (la scrimă) mișcare a piciorului liber înainte, înapoi sau lateral, cu sau fără deplasare de pe sol.
- bază sportivă - teren special amenajat, dotat cu instalațiile necesare, în vederea practicării uneia sau mai multor ramuri sportive.
- bazin de înot - construcție specială pentru practicarea înotului, a unor jocuri sportive, pentru sărituri de pe trambulină etc.
- bătaie - acțiune de transformare a vitezei rezultate din elan în viteză ascensională.
- bârnă - aparat de gimnastică feminină, format dintr-o grindă de lemn lăcuit lungă, dispusă orizontal deasupra solului, la o anumită înălțime, pe care se execută exerciții de echilibru.
- bec - fundaș la jocul de fotbal.
- belotă - numele unui joc de cărți care se joacă pe puncte, cu 32 de cărți, între doi, trei sau patru jucători.
- beton - sistem de apărare folosit în unele jocuri sportive (mai ales în fotbal), constând în utilizarea supranumerică a jucătorilor în linia defensivă.
- biatlon:

- concurs atletic combinat care reunește două probe;
- probă sportivă constând în alergări pe schiuri pe o distanță de 20 km și trageri cu arma la țintă în diverse puncte ale traseului.
- bicicletă - la fotbal, mișcare de dribling utilizată pentru a determina un jucător defensiv să creadă că jucătorul ofensiv, în posesia mingii, se va deplasa într-o altă direcție decât cea reală.
- bicolor - formație de două culori la jocul de remi.
- biliard - joc în care un număr de bile din fildeș sau dintr-un plastic special sunt deplasate pe o masă dreptunghiulară prin lovirea uneia dintre ele cu tacul, pentru a intra în găurile mesei.
- bingo - joc de noroc asemănător loteriei.
- birlic - vezi as.
- bliț - partidă de șah terminată în cinci minute.
- bloc - grup de voleibaliști care sar la fileu pentru a împiedica pe adversari să înscrie un punct dintr-o lovitură de atac.
- blocaj - procedeu tehnic folosit în baschet, volei, box etc. cu scopul de a împiedica o acțiune a adversarului sau pentru a proteja o acțiune proprie.
- blocstart - dispozitiv folosit de alergători pentru luarea startului în cursele de viteză; sinonim: startbloc.
- bob(sleigh):

- sanie de metal foarte joasă și îngustă, pentru două sau patru persoane, prevăzută în față cu două patine mobile, care se conduce mai ales cu ajutorul unui volan, folosindu-se la concursuri pe pante special amenajate;
- sport practicat cu acest fel de sanie.
- boccia:

- joc de origine italiană, la care participanții, așezați la echidistanță față de țintă, situată la mijlocul terenului, încearcă să o lovească cu niște bile;
- bilă (de lemn) folosită la acest joc.
- bodicec - atac reglementar cu umărul, cu pieptul sau cu șoldul asupra adversarului aflat în mișcare, la jocul de hochei.
- bodyboarding - extensie a surfingului, unde placa este mai mică și pe poate sta în picioare, dar de obicei se stă cu genunchii îndoiți.
- bodybuilding - vezi culturism.
- bookmaker - persoană care se ocupă de organizarea și de evidența pariurilor la curse de cai, la meciuri de box etc.; vezi și casă de pariuri.
- boom - acțiune ofensivă.
- bowling - joc de popice automatizat, practicat pe o pistă modernă, cu dispozitive automatizate de colectare și amplasare a popicelor.
- box - sport în care doi adversari luptă între ei, pe ring, aplicându-și lovituri după anumite reguli, cu pumnii îmbrăcați în mănuși speciale; pugilistică, pugilism.
- bras - stil de înot, în care înotătorul, în poziție ventrală, execută simultan cu mâinile și cu picioarele mișcări largi, simetrice, sub nivelul apei.
- break:

- comandă dată boxerilor de către arbitru în timpul unui meci, cu scopul de a-i despărți atunci când aceștia se imobilizează reciproc sau au dat lovituri neregulamentare, obligându-i să facă un pas înapoi pentru a se distanța unul de altul;
- (la tenis) punct câștigat de un jucător pe serviciul adversarului.
- brelan - (la unele jocuri de cărți) formație de trei cărți care au aceeași valoare și culori diferite.
- bridge - joc de cărți de licitație și levată la care iau parte patru jucători, doi contra doi, și la care se folosesc 52 de cărți.
- bronz, medalie de ~ - medalie acordată celui clasificat pe locul al treilea la o competiție sportivă.
- bullfinch - obstacol la alergările de cai, alcătuit dintr-un parapet de pământ cu nuiele deasupra sau dintr-un zid de o anumită înălțime.
- bungee jumping - sărituri de la înălțime efectuate de către o persoană legată cu o coardă elastică de o instalație sau construcție (clădire, pod etc).

## C
- cacealma - (la jocul de cărți, în special la poker) inducere în eroare a adversarului, dându-i impresia posesiei unor cărți mai bune.
- cachetero - pumnal cu care toreadorul dă lovitura de grație taurului rănit în arenă la o coridă.
- cadet - ambarcațiune de sport cu vele.
- cadru - aparat de gimnastică pentru mișcări de mlădiere prin suspensie, șerpuire etc.
- caiac:

- ambarcațiune de sport ascuțită la ambele capete, cu suprafața de alunecare netedă sau în clinuri și care este condusă cu una sau două padele;
- sport nautic care se practică cu această ambarcațiune.
- cal:

- aparat de gimnastică cu două mânere pe care se sprijină mâinile sportivului, în timp ce cu picioarele execută diferite mișcări de balansare și de rotire;
- aparat de gimnastică fără mânere folosit la sărituri;
- piesă de șah de forma unui cap de cal.
- calificare - etapă eliminatorie într-un concurs sau într-o competiție sportivă, organizată în scopul stabilirii, prin punctajul obținut, a participanților care vor fi promovați în etapa următoare.

- calificare din oficiu - promovarea unui concurent, unei echipe într-o etapă superioară a unei competiții, fără a fi necesar să participe în calificările preliminare, lucru care poate fi datorat poziției lor în clasamentul anterior, regulamentului competiției sau altor criterii prestabilite.

- calistenie - ansamblu de exerciții fizice de întreținere (pentru copii), care constau în special în mișcări rapide (marșuri și dansuri), executate în ritmul muzicii.
- calitate - (la jocul de șah) diferență de valoare între un turn și un nebun sau un cal.
- calitate motrică - capacitatea unei persoane de a executa mișcările cu rapiditate, durată, încărcătură, coordonare, amplitudine etc.
- cambre - exercițiu gimnastic (de balet), recomandat pentru dezvoltarea mobilității, care constă în mișcări de flexiune și de extensiune înainte, înapoi sau lateral ale trunchiului, executate în tempo lent, din diferite poziții, și coordonate cu mișcări ale brațelor și picioarelor.
- cameră (a unei mingii) - balon de cauciuc situat în interiorul anvelopei, care se umfla cu aer.
- campion - persoană, echipă, țară etc. care cucerește primul loc într-o competiție sportivă (națională, internațională, mondială, olimpică etc.).
- campionat - competiție oficială organizată periodic pe o probă sau pe o ramură de sport, pentru desemnarea celui mai bun sportiv sau a celei mai bune echipe (la nivelul unui club sau al unei localități, regiuni, țări, al unui continent, la nivel mondial).
- canastă - joc de cărți, de origine sud-americană, asemănător cu remi; grup de cel puțin șapte cărți de aceeași valoare, care constituie seria tipică a acestui joc.
- canoe - sport nautic ce se practică cu o ambarcațiune ușoară, fără cârmă, construită simetric, cu prora și pupa ascuțite și înălțate, condusă cu ajutorul padelelor din poziția în genunchi.
- canotaj - sport nautic practicat cu ambarcații puse în mișcare cu ajutorul vâslelor sau ramelor.
- canotaj academic - ramură a sporturilor nautice care se practică pe schifuri și pe giguri.
- cant - margine, muchie a suprafeței de alunecare a schiurilor.
- cantonament:

- loc amenajat special pentru pregătirea în comun a unei echipe, a unui lot de sportivi, în vederea participării la o competiție de amploare;
- perioada de timp cât durează această pregătire.
- cap - lovire a mingii cu capul.
- capacitate motrică - ansamblul mișcărilor corpului, prin care acesta sau segmente ale sale se deplasează sau își mențin postura.
- capră - aparat de gimnastică pentru sărituri, format dintr-un suport capitonat așezat pe patru picioare, cu înălțimea reglabilă.
- capriolă - săritură în sus și înainte a unui cal dresat, cu membrele anterioare îndoite de la genunchi, iar cu cele posterioare complet întinse înapoi.
- carambol(aj) - (la biliard) atingere, cu o bilă lovită cu tacul, a altor două bile (prin care se marchează un punct pentru jucător); punct înscris în acest fel.
- careu:

- suprafață a terenului de fotbal, tenis etc. marcată cu alb, care delimitează anumite zone în câmpul de joc și în cadrul căreia se aplică unele reguli speciale;
- (la unele jocuri de cărți) grup de patru cărți de aceeași valoare.
- caró - culoare la cărțile de joc, însemnată prin romburi roșii.
- carotă - (la jocul de biliard) poziție dificilă lăsată adversarului care urmează să execute lovitura.
- cart - automobil mic de curse, cu un singur loc, cu caroseria și cu partea mecanică simplificate și cu viteza redusă; este folosit de copii în concursurile sportive.
- carte de joc - fiecare dintre cele 52 sau 32 de cartonașe dreptunghiulare, diferențiate după culorile, simbolurile și desenele imprimate pe ele, care sunt folosite la anumite jocuri de noroc (cum ar fi jocurile de cărți).
- carting -  sport practicat cu cartul; cursă sportivă practicată cu cartul.
- cartodrom - teren amenajat pentru carting.
- cartofor - persoană care are patima jocului de cărți.
- cartonaș galben (sau roșu) - bucată de carton de mici dimensiuni, dreptunghiulară, de culoare galbenă (sau roșie) arătată de arbitru unui jucător într-o anumită fază a jocului, pentru a-l avertiza sau pentru a-l exclude din joc.
- carusel - (la echitație)  mișcări de dresaj executate de un grup de călăreți.
- casă de pariuri - organizație care primește pariuri pe un oarecare eveniment sporiv, în baza unor mize și cote stabilite anterior; vezi și bookmaker.
- caschetă - acoperământ pentru cap, din cauciuc sau din material plastic, folosit (de înotători) pentru a nu-și uda părul.
- casting - concurs sportiv în care participanții au dreptul la un număr de aruncări la țintă, cu lanseta, într-un timp limitat.
- catch (wrestling) - gen de lupte libere în care sunt permise aproape orice mijloace pentru înfrângerea adversarului.
- categorie - fiecare dintre grupele în care sunt împărțiți sportivii sau echipele după criterii de greutate, vârstă, sex, clasificare sportivă sau grad de pregătire.
  - categorie de greutate - categorie de concurs sportiv stabilită în raport cu greutatea corporală a concurentului.
    - categorie grea - categorie de greutate în care intră boxerii, luptătorii, halterofilii etc. cu cea mai mare greutate.
    - categorie mijlocie - categorie de greutate la box, lupte și haltere, situată între semimijlocie și semigrea.
    - categorie pană - categorie de greutate în care intră boxerii între 54 și 57 kg, luptătorii între 57 și 63 kg etc.
    - categorie semigrea - categorie de greutate în care intră boxeri cu greutatea între 75 și 81 kg, halterofili cu greutatea între 90 și 100 kg și luptători cu greutatea între 90 și 100 kg.
    - categorie semimijlocie - categorie de greutate în care intră boxeri cu greutatea între 63,5 și 70 kg, halterofili cu greutatea între 81 și 100 kg și luptători între 74 și 82 kg.
    - categorie semimuscă - categorie sportivă în care intră boxeri cu greutatea între 45 și 48 kg.
    - categorie semiușoară - categorie în care intră boxeri a căror greutate este între 57 și 60 kg și halterofili a căror greutate este între 57 și 62 kg.
    - categorie ușoară - categorie de greutate la box, lupte și haltere, care cuprinde sportivi cu greutatea corpului între 57 și 61 kg.
- centrare - trimitere a mingii de la marginea terenului spre mijlocul lui sau (la fotbal) în careul de la poartă.
- centru - (la fotbal, handbal, rugbi etc.) punct, loc marcat la mijlocul terenului, de unde începe partida sau de unde se repune mingea în joc; jucător care se află în centrul liniei de atac sau de apărare.

- centru înaintaș - jucător care se află în mijlocul liniei de înaintare.

- centură:

- (la box) linie orizontală, imaginară, la nivelul ombilicului, care marchează limita sub care loviturile sînt nepermise de regulament;
- (la lupte) procedeu tehnic de prindere a mijlocului adversarului cu mâinile.
- centură de gimnastică - cingătoare lată, folosită pentru a susține corpul la unele exerciții de gimnastică sau la box, lupte etc.
- centură de campion - centură, panglică lată etc, cu care se încinge mijlocul câștigătorului unui campionat, (la judo, karate etc.).

- cercetășie - activitate cu caracter sportiv, pentru educarea tineretului școlar, care a existat și în România, între anii 1913 și 1937; organizație care desfășura această activitate.
- challenge - competiție sportivă periodică, dotată cu o cupă ce se transmite câștigătorului următor.
- chasse - pas mare de gimnastică, cu un picior alunecând înainte.
- chemin de fer - joc de noroc asemănător cu bacaraua, la care fiecare jucător devine pe rând bancher.
- chibiț - persoană care asistă la un joc de cărți, la o partidă de table, de șah etc, fără a participa direct (dar sfătuind pe unul dintre jucători).
- chinodrom - pistă special amenajată pentru cursele de câini; altă denumire: cinodrom.
- chintă - (la jocul de poker) figură formată din 5 cărți de joc în ordine crescătoare (de la 7 până la 12 - chintă de valet, de la 8 până la 13 - chintă de damă etc).
- chisteră - rachetă care are partea din față în forma unei linguri alungite, folosită în jocul de pelotă.
- cibleu - obiect în formă de clopot, cu un mâner de prindere la partea superioară, în jocul de curling.
- ciclism - sport practicat cu bicicleta.
- ciclocros - probă sportivă combinată, de ciclism și cros, în care concurenții străbat un traseu variat, prevăzut cu diferite obstacole, cu bicicleta sau pe jos, în funcție de teren.
- ciclodrom - teren amenajat pentru curse și concursuri cu biciclete.
- cifoză - deviație a coloanei  vertebrale care poate fi observată privind corpul din lateral și având curbura orientată posterior.
- cinodrom - vezi chinodrom.
- ciocan - instrument de aruncat, format dintr-o bilă de metal prinsă de o coardă de sârmă terminată cu un mâner, care se aruncă la distanță, după anumite reguli; ext. probă de atletism practicată cu acest instrument.
- circuit - traseu închis, stabilit pentru a fi străbătut într-o competiție sportivă.
- clacare - (despre sportivi) întindere sau o ruptură de tendon ori de ligament la picioare, în urma unui efort.
- clasament -  succesiunea în care sunt ordonați concurenții la o competiție sportivă, potrivit rezultatelor obținute.
- competiție - concurs, întrecere (care se desfășoară în mai multe etape, cuprinzând o perioadă mai lungă de timp), pentru obținerea unui titlu sau a unei performanțe sportive.
- complex sportiv - baza sportiva special amenajată pentru practicarea mai multor ramuri de sport.
- coardă - frânghie sau sfoară mai groasă de care se servesc gimnaștii pentru a executa diverse exerciții; frânghie cu care se joacă copiii, sărind ritmic peste ea; frânghie folosită de alpiniști în ascensiuni.
- coborâre (schi) - una dintre disciplinele schiului alpin, în care se pune accent pe viteză, curaj și menținerea poziției aerodinamice.
- coechipier - membru al unei echipe sportive, considerat în raport cu ceilalți membri ai echipei.
- concurs - întrecere (sportivă) care se încheie cu un clasament și cu acordarea unor premii celor mai buni dintre participanți.
- concurent - participant la un concurs sportiv.
- corner -  lovitură executată dintr-unul din unghiurile terenului de joc al echipei în apărare de către un jucător al echipei în atac; altă denumire: lovitură de colț.
- craul (sau crawl) - stil de înot cu fața în jos, cu mișcări alternative ale brațelor, forfecare a picioarelor în plan orizontal și scoatere a capului din apă pentru respirație în mod ritmic, cu fața în partea opusă brațului ridicat.
- cros (sau cross-country) - probă atletică ce implică alergarea pe distanțe lungi în aer liber, pe teren variat, care poate include dealuri, pajiști, păduri și alte suprafețe naturale, de regulă pe trasee marcate, iar sportivii trebuie să se adapteze la diferitele tipuri de teren și condiții meteorologice.
- cultură fizică - dezvoltare armonioasă a corpului prin sport și gimnastică, atât pentru întărirea și menținerea sănătății, cât și pentru formarea calităților fizice necesare în muncă, sport etc., la care se adaugă baza materială, cercetarea științifică, procesul de formare a specialiștilor; disciplină care se ocupă cu această dezvoltare; sinonim: educație fizică.
- culturism - sistem de exerciții destinate dezvoltării mușchilor în volum, practicate, în general, cu scopul de a îmbunătăți aspectul corpului (sinonim: bodybuilding).
- cursă - întrecere care constă în parcurgerea rapidă a unei anumite distanțe, pe un traseu dinainte stabilit, alergând pe jos, călare, cu bicicleta, cu automobilul etc.

- cursă altetică - vezi alergare.
- cursă de fond -  cursă pe distanță lungă.

## D
- dans acrobatic - stil de dans care combină tehnica dansului clasic cu elemente acrobatice de precizie.
- deficiență fizică - un stadiu avansat de evoluție a devierilor de la postura normală a corpului.
- deprinderi motrice - sunt specifice ramurilor sportive și pot fi: de locomoție, de manipulare, de stabilitate.
- deschidere - (la jocurile cu balonul rotund) trecere a mingii de către un jucător unui coechipier, pentru a putea întreprinde o acțiune ofensivă.
- deschidere (șah) - primele mișcări cu care se începe o partidă.
- detentă - calitate a unui sportiv prin care reușește să se desprindă de la sol în înălțime sau în lungime (prin combinarea forței și a vitezei).
- din oficiu - expresie care se referă la o acțiune sau o decizie luată automat, fără a fi necesară o solicitare sau intervenție suplimentară din partea sportivilor sau echipelor implicate; vezi și: calificare din oficiu, arbitru din oficiu.
- disc

- placă circulară și plată, de o anumită greutate, pe care o aruncă atleții discoboli la distanță;
- proba de atletism care se practică cu acest obiect.

## E
- echilibristică:

- arta de a păstra echilibrul în diferite poziții sau mișcări dificile ale corpului (mersul pe frânghie etc.).
- gen al artei circului care presupune păstrarea echilibrului în diferite poziții sau mișcări dificile ale corpului; număr de circ al echilibristului.
- echipă:

- grup de sportivi constituit într-o formație, în cadrul căruia se antrenează, sub conducerea unui specialist, și participă la competiții;
- fiecare dintre cele două formații care își dispută un meci (de fotbal, baschet, hochei, polo etc.).
- educație fizică - vezi cultură fizică.
- elan - complex de mișcări și de procedee executate, în vederea efectuării unei sărituri sau a unei aruncări.
- escaladare - urcarea pe un obstacol mai înalt și trecerea de cealaltă parte.
- etapă - porțiune dintr-o competiție sportivă sau a parcursului dintr-o probă sportivă.
- eurogol - termen neoficial folosit pentru a descrie un gol deosebit sau spectaculos marcat într-un meci de fotbal și care implică o tehnică impresionantă, o execuție imprevizibilă sau o lovitură de la distanță remarcabilă.
- eveniment multisport - eveniment sportiv organizat, deseori desfășurat pe parcursul mai multor zile, cu competiții în multe sporturi diferite între echipe organizate de sportivi din (în mare parte) state naționale.
- exercițiu (fizic) -  activitate planificată, repetitivă și intenționată care are ca scop îmbunătățirea sau menținerea nivelului de sănătate și a performanței fizice și care poate fi realizat prin intermediul unui antrenament sportiv, antrenamentului la sala de fitness sau prin alte activități fizice.

- exercițiu compus - tip de exercițiu fizic care implică mișcări complexe, care solicită mai multe grupe musculare și articulații în același timp.

## F
- fandare - efectuare a unui pas mare înainte, lateral, oblic sau înapoi, îndoind unul dintre picioare de la genunchi și ținând celălalt picior perfect întins, cu toată talpa pe pământ, astfel încât centrul de greutate al corpului să se afle pe direcția deplasării efectuate.
- fault - încălcare a regulilor specifice ale unui joc (în special la fotbal, baschet, volei), care constă în lovirea sau atingerea ilegală a unui adversar și care este penalizată, ajungându-se până la eliminarea din joc.
- fentă - manevră de inducere în eroare a adversarului în vederea creării unui avantaj tactic.
- fileu - (la jocul de tenis, volei etc.) rețea în formă dreptunghiulară fixată pe doi stâlpi, care desparte în două terenul de joc; sinonim: plasă.
- finiș -  parte finală a unei curse sportive, parcursă cu efort maxim în vederea obținerii unei performanțe cât mai bune.
- fluture - fel de înot caracterizat prin mișcarea brațelor asemănătoare cu fluturarea unor aripi.
- fond - nume dat unor probe sportive care se desfășoară pe distanțe mari și care necesită o deosebită rezistență fizică.
- formație -  totalitatea jucătorilor care alcătuiesc o echipă sportivă; exemplu: formație de fotbal; sinonim: garnitură.
- formă - stare de maximă capacitate de efort a organismului, obținută prin antrenament, disciplină, viață sportivă etc.
- fotbal - sport de echipă, cel mai popular sport din lume, în care două echipe, formate fiecare din 11 jucători, concurează pentru a înscrie goluri, împingând o minge rotundă în poarta adversă cu piciorul sau cu capul.

- fotbal american - joc care se dispută între două echipe a câte 11 jucători, asemănătorul cu jocul de rugby.
- fotbal feminin - variantă a fotbalului, jucată de echipe formate din femei, similar cu fotbalul masculin în ceea ce privește regulile de joc, dimensiunile terenului și obiectivele generale; contribuie la egalitatea de gen în sport.

- frecvența cardiacă - numărul de bătăi ale inimii într-un minut și a cărei măsurare se poate realiza prin numărarea pulsațiilor.
- frecvența respiratorie - numărul de respirații (inspirații și expirații) realizate de subiectul evaluat într-un minut.
- fundaș - vezi apărător.

## G
- gard:

- fiecare dintre obstacolele in forma de gard de la unele probe atletice de alergări;
- (la plural) proba atletica in care se folosesc aceste obstacole.
- gardă - poziția corpului și a brațelor luata de boxeri și luptători în vederea atacului sau a apărarii.
- garnitură - vezi formație.
- ghem (sau game) - fiecare dintre punctele câștigate de un jucător de tenis (după mai multe erori ale adversarului), în limitele unui set.
- gig - ambarcațiune de sport, folosită la învățarea canotajului, lungă, cu pupa și prora ascuțite și cu scăunașe mobile pe care stau persoanele care manevrează vâslele.
- gimnastică - ansamblu de exerciții fizice care contribuie la dezvoltarea armonioasă a corpului omenesc, la corectarea unor deficiențe sau care constituie o ramură sportivă.

- gimnastica acrobatică - disciplină gimnastică cu mișcări acrobatice, dans și cădere, pe fond muzical.
- gimnastică aerobică -  disciplină sportivă derivată din gimnastica artistică și fitness, caracterizată prin executarea unor rutine coregrafice complexe pe muzică, combinând elemente de flexibilitate, forță, rezistență și coordonare; pune accentul pe mișcări continue și energice, realizate într-un ritm rapid și precis.
- gimnastica minții - totalitatea exercițiilor care dezvoltă facultățile intelectuale.

- greutate:

- obiect metalic, de forma sferică, folosit în probele atletice de aruncări;
- dispozitiv de atletică grea, constând dintr-o bară de metal prevazută la capete cu discuri de diferite dimensiuni; halteră.

## H
- halteră - vezi greutate.
- hochei pe gheață - sport de echipă se desfășoară pe un patinoar⁠(d) special amenajat și în care jucătorii folosesc crose⁠(d) pentru a manevra un puc cu scopul de a înscrie goluri în poarta adversă.

## I
- iepure de sacrificiu - expresie referitoare la o practică utilizată uneori în cursele de atletism, dar interzisă, prin care un alergător fără șanse de câștig favorizează un coechipier.
- indicatori funcționali ai corpului - frecvența respiratorie și frecvența cardiacă.
- indicatori morfologici ai corpului - măsurătorile care se pot realiza la nivelul corpului uman: anumite lungimi, greutatea, perimetre ale zonelor sau segmentelor corpului sau diametre.

## Î
- înălțime a corpului - indicator morfologic reprezentând distanța de la suprafața de sprijin, până la cel mai înalt punct al capuli, în poziția stând.

## J
- Jocuri Balcanice - întreceri organizate periodic (pe ramuri sportive) între reprezentanții țărilor situate în regiunea balcanică.
- jucător - persoană care participă la o competiție sportivă.
- jucător-rezervă - jucător care poate înlocui pe un titular.
- juriu - comisie de specialiști desemnați sau aleși pentru clasificarea candidaților sau a concurenților și pentru decernarea unor premii la concursuri, competiții sportive

## L
- legea avantajului - normă care îi permite arbitrului să nu pedepsească un fault dacă echipa al cărei jucător a fost faultat reușește să continue acțiunea; vezi și avantaj.
- lob - lovitură la crichet și la tenis, executată orientând planul rachetei în sus spre a imprima mingii o traiectorie ascendentă, înaltă.
- lordoză - deviație a coloanei vertebrale care poate fi observată privind corpul din lateral și având curbura orientată anterior.
- lovitură de colț - vezi corner.
- lovitură de pedeapsă - sancțiune acordată de arbitru pentru o incorectitudine comisă de un jucător al unei echipe, care constă într-o lovitură executată de adversar în condiții avantajoase.
- lovitură liberă - (la unele jocuri sportive cu mingea) lovitura acordata unei echipe drept compensație pentru o infracțiune sau o greșeală comisă de echipa adversă.
- lupte - ramură sportivă în care se întrec, după anumite reguli, doi luptători.
  - lupte greco-romane (sau lupte clasice) - formă de lupte în care procedeele tehnice reglementare se aplică numai la parte superioară a corpului (de la linia de centură în sus).
  - lupte libere - formă de lupte la care procedeele tehnice se aplică la oricare din părțile corpului, putând fi executate și cu ajutorul picioarelor.

## M
- macá - vezi bacara.
- manșă - porțiune de perete cu un sistem de asigurare; e utilizată în desfășurarea antrenamentelor sau ca barem pentru admiterea la concursuri.
- marcaj:

- sistem de delimitare a spațiilor sau a traseelor rezervate întrecerilor sportive, potrivit fiecărei ramuri sau probe; vezi și tabelă de marcaj;
- supraveghere a unor jucători din echipa adversă, pentru a-i împiedica să întreprindă acțiuni ofensive sau să marcheze.
- marș - probă atletică de mers rapid pe distanțe lungi în care, spre deosebire de alergare, nu trebuie să existe nicio pierdere a contactului cu solul.
- meci - vezi partidă.
- medalie - piesă de metal, asemănătoare cu o monedă gravată cu figuri și inscripții, dată ca premiu la diferite concursuri sportive.
- mers - modalitatea de bază, cea mai simplă, folosită pentru deplasarea omului; în timpul mersului, se menține contactul (sprijinul) permanent al unui picior cu solul.
- mers pe vârfuri - deplasare realizată pe vârfurile picioarelor, fără a atinge solul cu călcâiele, menținând spatele drept și privirea înainte.
- minge - obiect sferic (rar ovoidal), de diverse dimensiuni și greutăți, confecționat din cauciuc, piele, celuloid, material plastic etc. (umplut cu aer), care se folosește în diferite jocuri sportive; sinonim: balon.
- miză - sumă de bani pe care o depune fiecare dintre participanții la unele jocuri de noroc și care intră în posesia câștigătorului.
- muscă:

- categorie de greutate în care sunt încadrați sportivii între 47,6 și 52,1 kg la box, iar la lupte juniorii până la 49 kg și seniorii până la 52 kg.
- (la tir) punct negru situat în mijlocul panoului de tragere; (la plural) lovituri în centrul țintei.

## O
- oboseală -  starea de epuizare fizică și/sau mentală care apare ca rezultat al efortului fizic susținut; vezi și anduranță musculară.

- oboseala musculară - oboseală care apare atunci când mușchii sunt supuși unui efort intens sau prelungit și care poate fi resimțită în timpul sau după antrenament și poate dura câteva zile până când mușchii se refac complet.

- obstacol - obiect peste care trebuie să treacă sau să sară un sportiv care ia parte la anumite probe de cros, hipism etc.
- obstrucție:

- act nereglementar comis în unele discipline sportive (fotbal, handbal etc.), prin care un apărător încearcă să împiedice pe atacantul advers să ajungă mingea, fără ca el însuși să încerce sa o joace;
- acțiune nereglementară prin care un boxer încearcă să-și împiedice adversarul să lovească.
- omologare - recunoaștere oficială a unei performanțe, a unui rezultat sportiv, după o verificare prealabilă.
- oprirea mingii - procedeu tehnic la fotbal, care are ca scop oprirea balonului în vederea jucării în contiunuare a acestuia.

## P
- palestră:

-  (în Grecia și în Roma antică) loc public special destinat pentru practicarea gimnasticii, luptelor etc.;
- școală de educație fizică în Atena antică, urmată de tineri, după absolvirea școlii de gramatică și a celei de chitară.
- paralele - aparat de gimnastică format din două bare orizontale și paralele așezate (la înălțimi diferite sau identice) pe stâlpi verticali.
- para tenis de masă - variantă a tenisului de masă adaptată pentru persoanele cu dizabilități fizice, având reguli simillare, dar cu unele ajustări în funcție de tipul de dizabilitate al jucătorilor, de exemplu, prin utilizarea scaunelor cu rotile sau a unor echipamente speciale.
- pariu - joc de noroc, asociat anumitor evenimente sportive, constând dintr-o miză care dă dreptul participantului câștigător la o cotă din totalul sumelor mizate de cei care au pierdut.
- partidă - desfășurare completă a unui joc sportiv, cu toate fazele lui succesive, în urma cărora se stabilesc câștigătorii; întrecere sportivă; meci.
- pasă - procedeu tehnic în fotbal, care constă în transmiterea balonului unui coechipier.
- "pase, pase, gol" - joc simplu și popular, de regulă pe terenuri de fotbal, al cărui scop este de a marca goluri, dar ceea ce îl face interesant este că participanții trebuie să treacă mingea între ei prin pase rapide înainte de a încerca să marcheze.
- pas gimnastic - mers cadențat și vioi, care se execută după anumite reguli, de obicei la deplasarea în grup.
- pașaport biologic⁠(d) - sistem de colectare și analiză a datelor biologice, cum ar fi probele de sânge și urină, prelevate în mod regulat de la sportivi, pentru a verifica posibila utilizare a dopajului.
- pat - (la jocul de șah) situație în care un jucător, fără a fi în poziție de șah, nu mai poate face nicio mișcare și este obligat să înceteze jocul, partida declarându-se remiză.
- patinaj - tip de competiție sportivă în care concurenții folosesc patine (patine de gheață sau patine cu rotile) pentru a realiza diverse figuri sau acrobații.

- patinaj pe gheață - ramură sportivă care cuprinde mai multe probe (cum ar fi patinaj viteză și patinaj artistic) practicate pe gheață cu ajutorul patinelor.
- patinaj pe rotile⁠(d) - formă de practicare a patinajului pe uscat care se realizează prin alunecare pe suprafața solului, cu ajutorul patinelor cu rotile fixate pe încălțăminte.

- pelotă - joc de origine bască între două persoane, care constă în aruncarea, de către un jucător, a unei mingi într-un perete și care, după ricoșarea pe sol, este reluată de celălat jucător.
- performanță - rezultat deosebit de valoros obținut de cineva într-o întrecere sportivă.
- piesă - fiecare dintre figurile sau obiectele componente unor jocuri sportive sau de societate; exemplu: piesă de șah.
- piramidă - figură de gimnastică executată de mai multe persoane, care se așază în rânduri suprapuse tot mai înguste pe măsură ce se apropie de vârf, în formă de piramidă; ansamblu de persoane astfel așezate.
- pivot - jucător cu atribuții bine precizate, care acționează ca vârf de atac la unele jocuri cu mingea.
- plachetă - medalie pătrată sau dreptunghiulară, care de obicei are o singură față modelată cu desene, basoreliefuri sau inscripții și care se oferă ca recompensă la unele concursuri sportive.
- plasament - situarea pe teren a unui jucător în locul cel mai potrivit.
- plasă - vezi fileu.
- plug - figura de schi care constă în apropierea din mers a vârfurilor schiurilor în formă de unghi, pentru a frâna sau pentru a reduce viteza.
- pluton - grup compact și omogen de concurenți sportivi care se află într-o anumită poziție pe parcursul unei curse de alergări, caiac-canoe, ciclism etc.
- poartă:

- cadru format din două bare verticale unite la capătul de sus printr-o bară orizontală (de care se prinde o plasă), instalat pe terenurile de sport, în care se urmărește introducerea mingii sau a pucului la unele jocuri sportive (fotbal, handbal, hochei etc.);
- fiecare din punctele de trecere obligatorii la proba de slalom.
- pod - figură de gimnastică efectuată prin prin îndoirea corpului pe spate în semicerc, cu sprijin pe mâini și pe picioare.
- popice - joc sportiv la care se folosesc nouă bucăți de lemn lunguiețe, pe care jucătorii încearcă să le doboare cu ajutorul unei bile mari de lemn aruncată pe un jgheab.
- postură normală - funcția corpului omenesc de menținere a stabilității și echilibrului, a raporturilor dintre segmentele corpului și dintre corp și mediu.
- postură vicioasă - vezi atitudine deficientă.
- poziții de bază (ale corpului) - stând, așezat, pe genunchi, culcat, atârnat, sprijinit.
- prag -  mică ridicatură special amenajata pe terenul de sport, pentru a marca limita de la care se efectueaza săriturile atletice.
- priză:

- (la judo, lupte etc.) dezechilibrare și proiectare a adversarului;
- tehnică de prindere a mingii la handbal, baschet, rugbi etc. sau de ținere a prăjinii, a suliței sau a rachetei și a paletei de tenis etc.;
- stare a unei piese de șah pe care adversarul este în drept să o ia.
- probă - fiecare dintre întrecerile sportive organizate în cadrul unei competiții mai mari.
- pugilistică (sau pugilism) - vezi box.
- punci -  aptitudinea unui boxer de a executa lovituri puternice, decisive; lovitură puternică, decisivă aplicată adversarului de un boxer.
- punctaj - notație în puncte a rezultatelor obținute la o întrecere (sportivă etc.); totalitatea punctelor obținute de cineva într-o întrecere (sportivă).

## Q
- quarterback - la fotbalul american,  jucătorul ofensiv care primește mingea de la centru și este responsabil cu aruncarea ei către alți jucători sau cu alergarea cu aceasta; este considerat liderul echipei ofensive și are un rol crucial în determinarea strategiei jocului.

## R
- rabona - la fotbal, tehnică de lovire a mingii în care piciorul care lovește este încrucișat în spatele piciorului de sprijin.
- regată:

- denumire dată unei competiții sportive nautice (caiac, canoe, iahting, canotaj);
- probă în competițiile de iahting, care are mai multe etape în cadrul aceluiași program.
- regula pasei la portar - la fotbal, interdicția portarului de a atinge mingea cu mâna când aceasta îi este pasată de un coechipier.
- remiză - situație în care doi șahiști angajați într-o partidă consimt reciproc asupra unui rezultat de egalitate; partidă de șah terminată la egalitate.
- repriză - fiecare dintre intervalele sau etapele succesive de timp care împarte în părți egale durata totală a unei întreceri sportive, între care se interpun pauze variabile după natura jocului.
- ring - estradă ridicată la o înălțime regulamentară, de formă pătrată și împrejmuită cu corzi sprijinite pe patru stâlpi, unde se dispută gale de box.
- rocadă - mutare la jocul de șah care nu se poate face decât o singura dată în decursul unei partide și care consta în aducerea uneia dintre ture alături de rege și în trecerea regelui peste aceasta, păstrând culoarea câmpului de plecare.

## S
- sabie

- una din probele de scrimă, în care se folosește sabia;
- armă formata dintr-o lamă elastică de oțel, din gardă și mâner, folosită la scrimă.
- sală de sport - încăpere spațioasă destinată întâlnirilor sportive sau de agrement.
- sanie, proba de ~ - sport de iarnă care se desfășoară prin alunecare liberă pe o pârtie descendentă.
- săniuță - mică sanie care se folosește numai pe piste îngustate, special amenajate, fiind dirijate cu ajutorul ghearelor prevăzute cu crampoane de fier.
- săritură - nume dat mai multor probe sportive (în atletism, natație, schi etc.) în care concurentul face un salt; exemple: săritură în lungime, săritura în înălțime, săritura cu prăjina.
- scăriță - la fotbal, șut⁠(d) în care mingea este lovită de dedesubt cu precizie, dar cu o forță mai mică decât cea maximă, pentru a o lansa în aer, fie pentru a o trece pe deasupra capetelor adversarilor, fie pentru a înscrie un gol pe deasupra portarului.
- schi:

- patină alungită și îngustă, din lemn, metal sau material plastic, care, prinsă într-un anumit fel de talpă ghetelor, perite alunecarea rapidă pe zăpadă;
- tip sport, vezi schi alpin, schi nautic.
- schi alpin - sport de iarnă de origine norvegiană, practicat cu schiurile, cu diferite variante (slalom, sărituri, schi fond etc.).
- schi alpinism - sport de iarnă în care sportivii concurează în teren acoperit de zăpadă folosind atât tehnici de schi, cât și de alpinism; sinonime: skimo, schi de tură.
- schi de tură - vezi schi alpinism.
- schi nautic - sport și formă de agrement practicat pe apă, cu ajutorul unei bărci cu motor care remorchează schiorul, această păstrându-și astfel echilibrul pe suprafața apei.

- schif:

- ambarcațiune sportivă lungă și îngustă, descoperită pe porțiunea ocupată de vâslași și echipată cu rame (vâsle) lungi, ușoare, cu pală curbată, fixate în suporții (tacheți) și cu scaune mobile;
- probă (întrecere) sportivă nautică, care se practică cu acest tip de ambarcațiune.
- scolioză - deviație a coloanei vertebrale care poate fi observată privind corpul din față/spate și având curbura orientată spre stânga sau spre dreapta.
- scor - raportul dintre punctele înscrise și cele primite la o întrecere sportivă; rezultat reflectat de acest raport.

- scor alb - meci nul.

- scuba diving - sport recreativ⁠(d) care implică scufundarea sub apă folosind un echipament autonom de respirație, cu scopul de a explora medii subacvatice, a îmbunătăți abilitățile fizice și a dezvolta tehnici avansate de scufundare în condiții controlate sau în medii naturale.
- semifond - denumire generală a probelor sportive (de atletism, natație, ciclism etc.) pe distanțe medii.
- serviciu (sau servire) - (în sporturi ca tenis, tenis de masă, volei) punerea în joc a mingii.
- set - parte dintr-o întâlnire sportivă, limitată de epuizarea unui timp sau de realizarea unui scor convențional (la volei sau la tenis).
- sfoară - figură de gimnastică executată șezând, cu picioarele întinse orizontal, unul înainte și altul înapoi.

- sfoară în față - figura de gimnastică descrisă mai sus, executată cu picioarele depărtate lateral și cu pieptul înainte.

- skimo - vezi schi alpinism.
- slalom - probă din schiul alpin care constă în coborârea pe schiuri într-o succesiune de viraje, efectuata pe o pistă in zigzag, relativ scurtă și puternic denivelată, jalonată cu porți și marcată cu fanioane.

- slalom nautic - ramură din sportul nautic care constă în parcurgerea unui traseu, cu caiacul sau cu canoia, pe ape curgătoare și tumultoase, printre obstacole suspendate deasupra apelor.
- slalom paralel - disciplină de schi alpin în timpul căreia doi schiori concurează în același timp pe trasee paralele de aceeași lungime, trecând printr-o serie de porți dispuse pe pistă.
- slalom uriaș - disciplină de schi alpin și snowboard, care constă în coborârea unei pante, prin anumite puncte de trecere obligatorii, denumite porți.

- snorkeling - sport nautic care implică înotul la suprafața apei folosind un tub de respirat, o mască pentru a vedea clar sub apă și labe de înot pentru a facilita deplasarea.
- spirit de echipă - legătură spirituală între membrii unei echipe, care stă la baza conlucrării acestora.
- sport - activitate fizică a cărei practică presupune un antrenament metodic, respectarea anumitor reguli și a unei anumite discipline, având la bază elementul competitiv și urmărind obținerea de performanțe; fiecare dintre formele particulare, reglementate ale acestei activități.

- sporturi albe - sporturi care se desfășoară de obicei iarna, pe zăpadă.
- sporturi nautice - sporturi practicate pe apă.

- squash - sport asemănător antrenamentului de zid al jocului de tenis; se practică în săli închise, individual sau în dublu.
- startbloc - vezi blocstart.
- stoper - vezi apărător.
- surfing - sport nautic constând în plutirea pe crestele valurilor cu ajutorul unor scânduri speciale (planșe) sau ambarcații asemănătoare unor canoe, pe care se stă în picioare.

## Ș
- ștafetă - concurs sportiv la alergări, schi, înot etc., care constă în parcurgerea unei distanțe regulamentare, fracționată în patru părți egale, de către o echipă compusă din patru persoane, care străbat succesiv distanța repartizată, cu obligația marcării schimbului de ștafetă (obiect portabil, semnal vizual sau auditiv).

## T
- tabără - așezare (în aer liber) pentru adăpostirea sportivilor aflați la odihnă sau în timpul antrenamentelor; cantonament.
- tabelă de marcaj - panou pe care se afișează scorul într-o competiție (sportivă); vezi și marcaj.
- tac - baston special de lemn, cu care jucătorii izbesc bilele la biliard.
- tie-break - (la tenis de câmp) sistemul de punctare care elimină prelungirile setului după scorul de 6-6; în ghemul de tie-break pentru primul punct se servește din dreapta apoi serviciul se schimbă și jucătorii servesc de câte două ori consecutiv, până la obținerea a șapte puncte (cu două puncte avans necesare); la rezultatul de șase puncte, se schimbă terenul.
- tir cu arcul - ramură sportivă practicată cu arcul, arbaleta și care cuprinde mai multe probe de tragere la țintă.
- tobogan - construcție în formă de jgheab înclinat, cu marginile ridicate, pe care se poate aluneca ușor și care servește ca mijloc de distracție sportivă.
- tracțiune -  mișcare de gimnastică, ridicarea corpului suspendat de o bară, de inele etc. sau întins pe sol, cu ajutorul brațelor.
- trambulină:

- (la natație) instalație prevăzută cu un postament și un dispozitiv de care se fixează o scândură elastică, servind pentru sărituri artistice în apă;
- (la schi) instalație în forma unei pante, servind la executarea săriturii în lungime.
- trapez -  aparat de gimnastică format dintr-o bară mobilă, legată la extremități cu două frânghii sau cabluri egale în lungime, fixate de plafon sau de o grindă.
- tur - distanță egala cu lungimea pistei, considerată de la punctul de plecare al sportivului; mișcare liniară pe un traseu, cu revenirea la punctul de plecare;

- parte dintr-o competiție sportivă constând dintr-un șir de etape, care reprezintă prima jumătate din totalul etapelor;
- întrecere sportivă, mai ales de ciclism, în cursul căreia se parcurge un circuit pe distanță lungă, cu scurte opriri;
- (la jocul de cărți) ciclu de jocuri în care fiecare partener distribuie, pe rând, cărțile.
- tușă:

- (la jocul de scrimă) lovitură care atinge pe adversar;
- linie care marchează limitele laterale ale unui teren de fotbal, de rugbi.

## U
- ultramaraton - cursă mai lungă decât cea tradițională de maraton.

## V
- viteză în coastă - disciplină în sportul cu motor care implică parcurgerea unui traseu abrupt și sinuos, în general pe drumuri de munte sau serpentine, în cel mai scurt timp posibil.
- voleu - (la tenis) reluare din zbor a mingii, înainte de a atinge solul.